# 力學視差
力學視差是從 (周年) 視差計算估計距離的方法。在天文學，至一對目視聯星的距離可以從兩顆伴星的質量、軌道的大小和彼此互繞的公轉週期來估計。
計算力學視差，需要觀察到的恆星互繞軌道的角半長軸和它們各自的視星等。通過使用牛頓更通用的軌道週期立方與半長軸的平方成比率的克卜勒第三定律，可以得到聯星系統的總質量，連同質光關係，可以測量出聯星系統的距離。
這項技術，估計聯星系統中兩顆天體的質量，經常以太陽質量為單位。然後，使用天體力學的克卜勒定律，計算恆星的距離。一旦發現了距離，憑藉著掠過天空形成扇形的弧，給與初步的距離測量。 從這種測量和兩顆恆星的視星等，並且使用質光關係，可以得到每顆恆星各別的質量。這些質量被用來再計算分隔的距哩，並反覆這個程序。很多時候，當這種運算反覆進行多次之後，距離的精確度可以使誤差小於5% 。在注意到生命期與M/L大約成正比，質光關係也可以用來測定恆星的生命期。發現質量越大的恆星壽命較短，更複雜的計算因素是隨著時間推移的質量流失。